# Campo Municipal de Gobela
Lo stadio Gobela è uno stadio di calcio situato a Getxo, in Spagna. È stato inaugurato nel 1925 ed era chiamato Campo de Ibaiondo. Nel 1948 assunse la denominazione di Campo Municipal de Gobela. Nel 2004 è stato ristrutturato ed è stato inserito il manto sintetico.